# A Gentleman of Leisure (film 1915)
A Gentleman of Leisure è un film muto del 1915 diretto da George Melford che si basa sull'omonimo lavoro teatrale di John Stapleton e P. G. Wodehouse andato in scena a Broadway il 24 agosto 1911. A sua volta, il lavoro teatrale era tratto dal romanzo del 1910 di P. G. Wodehouse A Gentleman of Leisure tradotto in italiano nel 1931 col titolo Un gentiluomo in ozio.
Ne venne fatto un remake nel 1923, sempre con il titolo A Gentleman of Leisure, diretto da Joseph Henabery e interpretato da Jack Holt.

## Trama
Robert Edgar Willoughby Pitt si imbarca su un piroscafo in partenza per New York da Londra. La prima classe è però al completo e Robert è costretto a viaggiare insieme agli emigranti sul ponte inferiore, da dove, per regolamento, non può accedere a quello superiore. In prima classe viaggia la bella Molly Creedon e Robert, per poter corteggiare la ragazza, incontra molte difficoltà proprio a causa delle restrizioni cui deve ottemperare.
Arrivato a New York, nel suo esclusivo club, Robert scommette che potrebbe rapinare una casa evitando di essere arrestato. Così, quando Spike Mullins tenta di derubarlo, Robert blocca il ladro e gli propone di mettersi in società insieme. Spike suggerisce di rapinare la casa di un vice commissario di polizia noto per prendere tangenti. L'uomo, "Big Phil" Creedon, è il padre di Molly. La ragazza cattura i ladri e Creedon, per lasciarli andare, accetta da loro una mazzetta, avvisando però Robert di tenersi lontano da Molly. Spike, diventato cameriere di Robert, durante una festa in casa, ruba una collana di perle. Per salvarlo, Robert minaccia di denunciare le malversazioni di Creedon; Molly restituisce discretamente le perle, mentre il poliziotto accetta il patto, promettendo di non prendere più tangenti.

## Produzione
Il film fu prodotto dalla Jesse L. Lasky Feature Play Company. In origine, la star del film avrebbe dovuto essere Henry Woodruff, stella dei palcoscenici di Broadway negli anni a cavallo tra l'Ottocento e il primo Novecento; ma, malato, dovette essere sostituito da Eddinger.

### Soggetto
La commedia del 1911 di Wodehouse scritta in collaborazione con il commediografo John Stapleton era basata sul romanzo originale dello stesso P.G. Wodehouse che, dopo una prima pubblicazione nel 1909 su Ainslee's Magazine, venne pubblicato negli Stati Uniti nel maggio 1910 come The Intrusion of Jimmy per poi uscire anche a puntate, nel Regno Unito, sulla rivista settimanale Tit-Bits prima della pubblicazione in volume, con il titolo A Gentleman of Leisure, presso l'editore Alston Rivers Ltd di Londra il 15 novembre 1910 . Nel testo, tra l'edizione americana e quella britannica, appaiono solo alcune lievi differenze.
A Broadway, la commedia ebbe come protagonisti Douglas Fairbanks e Ruth Shepley, con George Fawcett nel ruolo di Creedon.

## Distribuzione
Il copyright del film, richiesto dalla Jesse L. Lasky Feature Play Co., fu registrato il 2 marzo 1915 con il numero LU4581.
Distribuito dalla Paramount Pictures e presentato da Jesse L. Lasky, il film uscì nelle sale statunitensi il 1º marzo 1915.
Copia della pellicola si trova conservata negli archivi della Library of Congress.